# Kanadische Badmintonmeisterschaft 1928
Die Kanadische Badmintonmeisterschaft 1928 fand in Toronto statt. Es war die siebente Auflage der nationalen kanadischen Titelkämpfe im Badminton.

## Titelträger
| Disziplin    | Sieger                        |
| ------------ | ----------------------------- |
| Herreneinzel | Jack Underhill                |
| Dameneinzel  | Esme F. Coke                  |
| Herrendoppel | G. Blackstock Cyril Andrews   |
| Damendoppel  | C. A. Boone Esme F. Coke      |
| Mixed        | C. Walter Aikman K. Archibald |